# Lucky Starr e gli anelli di Saturno
Lucky Starr e gli anelli di Saturno (Lucky Starr and the Rings of Saturn) è un romanzo di fantascienza di Isaac Asimov del 1958. È l'ultimo libro della serie di space opera avventurosa per ragazzi dedicata al personaggio di Lucky Starr.

## Trama
Quest'ultimo romanzo della serie prende spunto da quello precedente: lo smantellamento della rete di spie robot scoperta in quest'ultimo incappa in un agente segreto siriano di punta, che era riuscito a nascondersi molto bene fino a quel momento. Individuato per caso per una partenza non autorizzata dallo spazioporto, viene inseguito dal consigliere Ben Wessilewsky a capo di una squadriglia di navi di polizia, e Lucky raggiunge gli inseguitori con la Shooting Starr, che è la nave più veloce che il Consiglio abbia a disposizione. La Shooting Starr prosegue l'inseguimento dell'agente X, Jack Dorrance, che continua ora il volo a motori spenti, mentre fra i terrestri ci si chiede dove stia andando: la sua rotta punta dritta su Saturno. Si sa quasi per certo che è in possesso di dati vitali per la sicurezza, racchiusi in una capsula personale (una sfera di tre centimetri), che occorre assolutamente impedire che cada in mani siriane.
Avvicinatisi a Saturno, Lucky e Bigman vedono che l'agente X accende i motori per cambiare rotta: ora punta sugli anelli. Intercettano con difficoltà le comunicazioni di Dorrance, che avvisa i conterranei siriani di avere "già lanciato" la capsula nell'"orbita normale", ma, mentre sta per dare le coordinate, la nave su cui viaggia esplode, probabilmente colpita da un frammento degli anelli. I due non fanno in tempo ad avvisare gli altri inseguitori, che ricevono un'altra comunicazione, diretta a loro: una nave siriana dà tempo pochi minuti alla nave terrestre per allontanarsi dal sistema di Saturno, che ora, dice, è colonizzato da Sirio, essendo un sistema vuoto e privo di basi spaziali. Se non obbediranno, verranno agganciati con un uncino magnetico e arrestati. Lucky sorprende Bigman, perché pur non riconoscendo l'autorità dei siriani obbedisce loro andandosene.
Come spiega al capitano delle forze militari che inseguono, quando la Shooting Starr si riunisce a loro, se i Siriani hanno insediato una base su Saturno senza nascondersi, ma anzi proclamando il diritto a farlo, attaccare una loro nave farebbe il loro gioco, che lamenterebbero un'aggressione non provocata, portando magari molte delle ex colonie terrestri a schierarsi al loro fianco in una guerra. Inoltre, come spiega a Wessilewsky dopo avergli chiesto di unirsi a loro, probabilmente la nave che aveva minacciato solo l'aggancio magnetico era pilotata da un robot, il che significa che non aveva alcuna possibilità di nuocere, e distruggerla avrebbe significato fornire ulteriori frecce all'arco dei siriani. Ma Lucky non tornerà indietro con la flotta: dopo aver consegnato al capitano una capsula personale da far avere al consigliere capo Conway, lui, Bigman e Wessilewsky, sfruttando un passaggio della flotta dietro l'asteroide Hidalgo, si dirigeranno verso uno dei poli di Saturno, stando fuori dall'eclittica per diminuire le possibilità di intercettazione. Lo scopo è di cercare di intercettare la famosa capsula prima dei Siriani.
Mentre si trovano sopra il polo sud del pianeta, Lucky esce per una "passeggiata spaziale" i cui scopi non sono ben chiari; né possono essere chiariti subito dopo, perché mentre è fuori una nave siriana si dirige verso di loro. Bigman richiama Lucky, fiducioso che la sua uscita sia connessa con un qualche tipo di trappola che l'amico stia preparando contro i Siriani inseguitori; ma Lucky si dimostra sorpreso quanto gli altri due della rapidità dell'individuazione da parte dei nemici. Con l'aiuto del dispositivo Agrav di cui la nave è stata da poco dotata, compiono una manovra molto audace, passando all'interno della Divisione di Cassini e nascondendosi subito dopo sotto la superficie degli anelli: ma gli inseguitori, che nel frattempo sono diventati numerosi, sembrano essere in grado di individuarli ugualmente. A questo punto, Lucky, con una manovra all'apparenza suicida, si proietta contro il satellite Mimas; ma la nave non ne colpisce la superficie, perché, come viene spiegato poco dopo, Lucky ha azionato il getto di fusione di cui la nave è dotata e ha fuso la superficie del satellite, che è costituito totalmente da acqua e gas ghiacciati. Ora sono nascosti sotto la crosta del pianeta.
Utilizzando ancora la fusione al deuterio, la Shooting Starr si fa strada nel ghiaccio, fermandosi ad un certo punto per permettere di installare una bolla ad ossigeno che dovrà ospitare Wessilewsky: lui resterà sul satellite, mentre Lucky e Bigman usciranno nel tentativo di ritrovare la famosa capsula. Appena usciti, però, vengono individuati: e la voce che parla loro è stavolta una voce umana, quella del capo della base siriana, Sten Devoure. Sono circondati, dice, e i robot che pilotano le navi sono stati istruiti che non ci sono umani a bordo della nave terrestre, per cui possono tranquillamente distruggerla. Lucky si arrende, e Bigman gli rinfaccia che questo era stato il suo scopo fin dall'inizio: ha scoperto il motivo della passeggiata spaziale di Lucky, che era uscito per manomettere l'Agrav in modo da permettergli di distruggere il sistema, che è segreto, direttamente dal quadro comandi. L'unico motivo per farlo era evidentemente in previsione di una consegna della nave. Lucky spiega al suo amico che era l'unico modo di entrare nella loro base. Se li catturano, evidentemente gli servono vivi: e aspetteranno le loro mosse per sapere che cosa fare.
La base siriana è una grossa cupola su Titano. Atterrati, i due si incontrano subito con l'uomo che gli aveva parlato, Devoure, che come si scoprirà più tardi è anche il nipote dell'attuale capo del governo siriano. La mentalità razzista tipica dei siriani è in lui profondamente radicata: tratta Bigman senza mezzi termini come un subumano, rifiutandosi persino di parlargli direttamente. Dopo aver portato al proprio quartier generale i due, comunica loro direttamente che sono considerati spie, e che quindi sono destinati alla fucilazione, a meno che non mostrino di collaborare. La capsula, dice, verrà trovata col tempo: il rivelatore di massa siriano è difatti stato modificato per permettere di distinguere il metallo dalla roccia, cosa che spiega anche la facilità di individuazione dei terrestri anche sotto il ghiaccio di Mimas. Ma Lucky potrebbe fare molto di più: testimoniare alla conferenza di pace che la Terra ha organizzato su Vesta, dichiarando di essere entrato con intenzioni bellicose e dimostrando l'ipocrisia della Terra nel trattare la questione. Al rifiuto di Lucky di scambiare la propria vita con la falsa testimonianza, Devoure gli spiega che non si tratta della sua, ma di quella di Bigman.
Il marziano sarebbe messo su una nave senza comandi, dotata di tutto tranne che di cibo, che verrebbe poi lanciata in un'orbita fuori dall'eclittica praticamente impossibile da individuare. Bigman viene portato via, e a Lucky vengono date ventiquattr'ore di tempo per decidere. Subito dopo, si presentano nel quartier generale Zayon e Yonge, due appartenenti al Servizio Spaziale, che è un vago omologo del Consiglio delle Scienze terrestre. I due Servitori sono convinti che a Lucky sia stata fatta la proposta di passare a Sirio sulla base delle sue caratteristiche "siriane", quali forza, abilità e decisione: e sono evidentemente esterrefatti al sentire la vera proposta di Devoure. Quest'ultimo, alle prime timide obiezioni, risponde arrogantemente che non sa che farsene dei loro nobili concetti e che è ora di ottenere risultati concreti: ma in quel mentre uno dei robot che avevano portato via Bigman rientra, portando notizie sorprendenti.
Bigman aveva rapidamente riflettuto: non era possibile combattere da solo contro un'intera base militare o fuggire, e quindi l'unico modo per impedire ai Siriani di usarlo come arma di ricatto contro Lucky era costringerlo ad ucciderlo. Come primo passo, si divincola nella presa dei robot e finge di essersi rotto il braccio: quando i robot lo lasciano per cercare aiuto, Bigman estrae il fucile ad ago nascosto nell'interno degli stivali, che però risulta inefficace nel minacciare i robot, che resisi conto che il danno al braccio non esisteva cercano di ricatturarlo incuranti della loro distruzione (l'autoprotezione è solo la Terza Legge). L'unica alternativa che rimane è minacciare il suicidio: punta il fucile alla tempia, e minaccia di spararsi se non obbediranno. I robot, secondo i suoi ordini, si allontanano, tranne uno di quelli che lo avevano portato via, e Bigman si fa riportare al quartier generale: vuole vendicarsi di Devoure prima di morire. Manda il robot dentro per sfidarlo a venirlo a prendere.
I tre siriani escono, mentre Lucky rimane dentro sorvegliato dal robot. Bigman dice che, se non vogliono sparatorie, sarà Devoure a doverlo catturare, a mani nude. I due Servitori danno la loro parola, in cambio del fucile ad ago di Bigman. Devoure si lancia sul marziano, ma dimostra ben presto di essere completamente inetto a battersi, tanto che l'avversario lo butta a terra a ripetizione con facilità. Zayon infine interviene, chiedendo a Bigman di arrendersi e di smetterla prima di ferirlo seriamente; ma Devoure, pazzo per la rabbia e l'umiliazione, grida a un robot di fare a pezzi Bigman, spiegandogli che non è un essere umano. Purtroppo riesce a convincere il robot, che si avvicina lentamente a Bigman e lo afferra. Yonge, che ha cercato di opporsi, è dichiarato agli arresti da Devoure.
Lucky, che è rimasto dentro, si fa raccontare gli avvenimenti dal robot di guardia, e, visto che non gli viene concesso di affacciarsi dalla porta, si fa indicare un visore che gli permetta di vedere il piazzale antistante l'edificio, da cui segue la lotta di Bigman e Devoure. Disperato quando Devoure ordina il massacro di Bigman, si ricorda di aver visto Zayon trafficare col telefono a muro, e chiede al robot se ci sia un sistema di lanciare un ordine di emergenza che superi tutti gli ordini precedenti. Il robot tace, e allora Lucky gli chiede di farlo, non di dirlo. Finalmente l'ordine viene lanciato, e tutti i robot, compreso quello che sorvegliava Lucky, si allontanano verso i propri posti di combattimento. Lucky si precipita fuori.
Bigman è temporaneamente salvo, ma la situazione non è affatto migliorata: il marziano adesso è anche roboticida, crimine gravissimo su Sirio, e soprattutto il malconcio Devoure non fa mistero di voler escogitare una morte ancora più orrenda di quella per fame disperso nello spazio. Lucky dice di poter comprare la vita di Bigman, ma Devoure non vuole sentire ragioni, ed è Yonge ad intervenire, costringendolo ad ascoltare la proposta con la minaccia di rendere pubblica la sua umiliante batosta con Bigman. Ecco di che si tratta: con grande sconforto di Bigman, Lucky rivela la presenza di una base nel sistema di Saturno (Wessilewsky su Mimas), ed accetta di testimoniare alla conferenza di aver voluto insediare quella base nella zona occupata dai siriani prima di ogni decisione ratificata dalla conferenza stessa. È ancora meglio di quanto avevano chiesto i siriani stessi: un atto ostile diretto della Terra contro la colonia siriana.
Frattanto, la situazione sulla Terra è molto tesa: oltre alla figuraccia di essersi fatto costruire una base militare sotto il naso, il Consiglio deve affrontare anche l'ostilità popolare verso la conferenza di pace, perché il pubblico preme per una soluzione di forza contro l'invasione siriana. Soluzione, come già accennato all'inizio, che permetterebbe probabilmente a Sirio di contare su tutti o quasi le ex-colonie terrestri come alleati, e quindi con concrete possibilità di vittoria. La testimonianza di Lucky a favore di Sirio darebbe un ulteriore colpo al Consiglio, che potrebbe essere sciolto, e non potrebbe più aiutare la Terra durante la guerra: Lucky stesso passerebbe alla storia come un traditore.
Su Vesta, dove si tiene la conferenza, Conway si consulta con Agas Doremo, indiscusso leader dei pianeti neutrali e pacifisti, cercandolo di convincerlo a sostenere la causa dell'indivisibilità dei sistemi stellari. Doremo si dichiara d'accordo in teoria, ma spiega chiaramente di non poter far molto contro una conferenza ostile: e la testimonianza di Lucky rischia proprio di generare un plebiscito contro la Terra. Sarebbe meglio, sostiene, lasciare a Sirio Saturno e aspettare qualche mossa falsa dei Siriani: ma Conway sa che non è possibile. Chiede tuttavia a Doremo se sosterrà il punto di vista terrestre nel caso che la testimonianza di Lucky non rovini la posizione della Terra, e, benché scettico, Doremo acconsente.
La conferenza ha inizio in un clima molto prevenuto nei confronti della Terra. Dopo il discorso terrestre e i vari commenti dei pianeti meno importanti, arriva il momento dei Siriani, con Devoure come oratore. L'impostazione del discorso è chiara: i Siriani non hanno fatto niente di male, perché hanno semplicemente colonizzato un mondo di cui i Terrestri non si erano mai interessati, senza alcuna azione ostile nei loro confronti: perché avrebbero dovuto astenersene solo per la vicinanza della Terra? "Un mondo vuoto è un mondo vuoto, non importa quale rotta traccia nello spazio", sostiene: non si vede un motivo per sostenere l'indivisibilità di un sistema stellare. Ma la Terra, prosegue, sì che ha compiuto un atto ostile: mentre convocava una conferenza di pace, manda uno dei suoi uomini a preparare una base segreta nel territorio da loro colonizzato. E a questo punto entra in scena Lucky.
La testimonianza di Lucky viene resa sotto forma di interrogatorio: Lucky descrive l'ingresso nel sistema di Saturno, l'intimazione di andarsene, il rientro, il trucco del deuterio e l'insediamento della "base" di Mimas. Vengono anche proiettate delle immagini a documentazione dell'accaduto, compreso il temerario "rendez-vous" con Mimas, che il siriano cerca di sminuire accennando che la tecnologia Agrav ha facilitato le operazioni al terrestre, mentre le navi siriane che ne erano prive non si erano mai avvicinate prima a Mimas. Quando Devoure gli chiede se abbia agito sulla base di ordini, Lucky risponde che non c'è stato ordine espresso, ma di essere certo che ogni sua azione aveva l'approvazione del Consiglio delle Scienze. L'assemblea esplode, e pare che il temuto plebiscito antiterrestre stia per avverarsi.
Doremo, che è stato eletto per la sua neutralità presidente dell'assemblea, consente però a Conway di sottoporre Lucky ad un controinterrogatorio. Questo è molto breve: Conway chiede a Lucky perché è rientrato nel sistema di Saturno dopo il primo avvertimento Siriano. E Lucky risponde: per colonizzare Mimas, che è un pianeta vuoto. Devoure ha prima ammesso che non si erano mai avvicinati ad esso. E quando Devoure replica furibondo che Mimas fa parte del sistema di Saturno, è semplice rispondergli che se i siriani possono colonizzare Titano infischiandosene delle colonie terrestri sugli altri pianeti, i terrestri possono colonizzare Mimas senza alcun riguardo alla colonia di Titano. Insomma, i siriani non avevano nessun diritto di arrestare Lucky e gli altri, né di impedirgli di entrare nel sistema di Saturno, e questo secondo il loro stesso punto di vista.
La situazione si capovolge: Doremo ha buon gioco nell'illustrare come il punto di vista siriano consentirebbe a chiunque di colonizzare satelliti disabitati in qualunque sistema stellare, e come questo sarebbe una fonte continua di attriti, provocazioni, minacce e guerre. Dopo poco, l'assemblea si conclude in una votazione che sostiene la Terra a larga maggioranza, condannando Sirio a smantellare la base e restituire i prigionieri. Yonge, a cui Lucky aveva promesso asilo politico nel caso avesse avuto timore a tornare su Sirio assieme a Devoure, si consegna a Conway assieme a Bigman. Devoure non può neanche vendicarsi su di lui, e deve tornare in patria con un colossale insuccesso.
Mentre tutti i terrestri, riuniti su un'astronave di linea, stanno pranzando rievocando gli avvenimenti e lo scampato pericolo, a Bigman viene a un tratto in mente una cosa: la capsula! L'oggetto da cui è nato tutto è ancora in orbita attorno a Saturno: e con il rilevatore modificato di cui dispongono, potrebbero trovarlo. Ma tutti si fermano per guardare Lucky: anche lui si era dimenticato della capsula. Cioè, di averla. La tira fuori dalla tasca e la posa sul tavolo.
In effetti, quando l'agente X nelle sue ultime parole aveva parlato di "orbita normale", tutti avevano pensato alla normale orbita degli anelli; nessuno aveva pensato che "normale" significa anche "perpendicolare", e che l'agente potesse aver usato un'orbita del genere per impedire che la capsula si perdesse tra gli anelli. Quando erano stati sulla verticale del polo, da dove comunque quell'orbita avrebbe dovuto passare, Lucky era andato a fare quella famosa passeggiata spaziale senza spiegazioni, dove aveva manomesso l'attacco Agrav, ma aveva anche raccolto la capsula che aveva individuato al rilevatore di massa. I robot che lo avevano in seguito perquisito l'avevano ovviamente trovata, ma il loro compito era quello di controllare che non portasse armi. In seguito, non c'era più stato un momento per ricordarsene. Sulla scena rilassata e serena dei terrestri che planano verso un tranquillo atterraggio si chiude il romanzo e la serie.

## Edizioni
- Isaac Asimov, Lucky Starr and the Rings of Saturn, Doubleday, 1958.
- Isaac Asimov, Lucky Starr e gli anelli di Saturno, traduzione di Patrizia Krachmalnicoff, Tutto Asimov Space Rangers, Giunti Marzocco, 1978.
- Isaac Asimov, Lucky Starr e gli anelli di Saturno, traduzione di Anna Maria Sommariva, collana Oscar Bestsellers n° 501, Mondadori, 1992,  p. 174, ISBN 88-04-39818-3.
- Isaac Asimov, Lucky Starr e gli anelli di Saturno, traduzione di Anna Maria Sommariva; copertina di Bruce Pennington, collana Oscar Fantascienza n° 103, Mondadori, 1992, ISBN 88-04-36150-6.